# 2020年のセントラル・リーグクライマックスシリーズ
2020年のセントラル・リーグクライマックスシリーズは、2020年10月に開催される予定であったプロ野球セントラル・リーグのクライマックスシリーズ。

## 概要
2020年シーズンは新型コロナウイルス感染拡大の影響で、レギュラーシーズンの開幕が当初の予定から約3ヶ月遅れの6月19日となったことに伴い、クライマックスシリーズの日程も当初の予定から再考された。その結果、セ・リーグでは「ドーム球場を本拠地とする球団が巨人と中日の2球団のみであり、雨天中止に備えた予備日を多く確保しておく必要性がある」という理由で2007年の導入以降初の中止が決定した。
もしも開催されていたら、1stステージで2位の阪神タイガースと3位の中日ドラゴンズが阪神甲子園球場で、ファイナルステージで1位の読売ジャイアンツと1stステージの勝者が東京ドームでそれぞれ対戦する予定だった。

## 日程
| 日付                                         | 試合  | ビジター球団（先攻） | スコア | ホーム球団（後攻） | 開催球場       |
| 10月24日（土）                               | 第1戦 | 中日ドラゴンズ       | 中止   | 阪神タイガース     | 阪神甲子園球場 |
| 10月25日（日）                               | 第2戦 | 中日ドラゴンズ       | 中止   | 阪神タイガース     | 阪神甲子園球場 |
| 10月26日（月）                               | 第3戦 | 中日ドラゴンズ       | 中止   | 阪神タイガース     | 阪神甲子園球場 |
| 勝者：なし ※新型コロナウィルス流行により中止 |       |                      |        |                    |                |

| 日付                                         | 試合  | ビジター球団（先攻）                | スコア | ホーム球団（後攻） | 開催球場   |
| 10月28日（水）                               | 第1戦 | 阪神タイガース または中日ドラゴンズ | 中止   | 読売ジャイアンツ   | 東京ドーム |
| 10月29日（木）                               | 第2戦 | 阪神タイガース または中日ドラゴンズ | 中止   | 読売ジャイアンツ   | 東京ドーム |
| 10月30日（金）                               | 第3戦 | 阪神タイガース または中日ドラゴンズ | 中止   | 読売ジャイアンツ   | 東京ドーム |
| 10月31日（土）                               | 第4戦 | 阪神タイガース または中日ドラゴンズ | 中止   | 読売ジャイアンツ   | 東京ドーム |
| 11月1日（日）                                | 第5戦 | 阪神タイガース または中日ドラゴンズ | 中止   | 読売ジャイアンツ   | 東京ドーム |
| 11月2日（月）                                | 第6戦 | 阪神タイガース または中日ドラゴンズ | 中止   | 読売ジャイアンツ   | 東京ドーム |
| 勝者：なし ※新型コロナウィルス流行により中止 |       |                                     |        |                    |            |